# Walter Borer
Walter Borer (* 11. März 1913 in Olten; † 6. Januar 2003 ebenda) war ein Schweizer Fotograf.

## Leben
Walter Borer wuchs als eines von fünf Geschwistern in einer Eisenbahnerfamilie in der Stadt Olten auf. Nach der Schulzeit machte er eine kaufmännische Lehre und arbeitete anschliessend als Sekretär am Amtsgericht Olten-Gösgen. Anfang der 1930er Jahre begann er, inspiriert durch den aufkommenden Fotojournalismus und das Kino, zu fotografieren. Er bildete sich autodidaktisch weiter und konnte ab 1938 seine Bilder immer wieder in Fotozeitschriften publizieren. In den 1950er Jahren fotografierte er auch beruflich für die Strafabteilung des Amtsgerichts Olten-Gösgen und die Kantonspolizei Solothurn zur Tatort- und Beweisaufnahme. In derselben Zeit lieferte er auch eigene Bild- und Textbeiträge von Unfällen an Tageszeitungen und Bildagenturen.

## Werk
Walter Borers Interesse galt anfänglich der Landschafts- und der Portraitfotografie. Er pflegte dabei einen piktorialistischen Stil wie ihn die Fotozeitschrift Camera bis in die 1940er Jahre propagierte. Beeinflusst durch die Arbeiten von Jakob Tuggener, Gotthard Schuh, E.A. Heiniger und weiterer Schweizer Fotografen und Bildjournalisten wandte er sich jedoch bald der Dokumentarfotografie zu und hielt sein Umfeld, speziell die Stadt Olten und ihre Umgebung, mit der Kamera fest. Er leistete damit einen Beitrag zur Visual History der Region. Als Mitglied des Schweizer Amateurfotografenverbands SAPV und des Photo-Klubs Olten nahm er regelmässig an Verbandswettbewerben und Gruppenausstellungen teil und gewann immer wieder Preise und Anerkennungen. Neben der Fotografie interessierte sich Walter Borer auch früh für das Medium Film. Sein Nachlass enthält dokumentarische 8mm Schmalfilme, die bis ins Jahr 1936 zurückgehen.

## Publikationen
- Bildbeiträge in der Fotozeitschrift Camera (Luzern 1922–1981): 1938/39, Nr. 6, Dez 1938, S. 207; 1939/40, Nr. 5, Nov. 1939, S. 141; 1943/44, Nr. 5 Nov. 1943. S. 120
- Bildbeiträge in der Fotozeitschrift Photo-Amateur (Luzern 1934-): 1953, Nr. 5, S. 77; 1957, Nr. 4, S. 76
- Fotografien zu „Die Ballon-Ära des Gaswerks Olten“ in: Oltner Neujahrsblätter 2024, Olten 2023, Bd. 82, S. 32–33
- Rolf Borer Mathis (Hrsg.): OLTEN 1934–1964, Fotografien von Walter Borer, Hier und Jetzt, Zürich 2024. ISBN 978-3-03919-631-9.
- Fotografien zu „Der Bau der Neuen Brücke in Olten“ in: Oltner Neujahrsblätter 2025, Olten 2024, Bd. 83, S. 19–21